# فكتور مارسدن
فكتور مارسدن (بالإنجليزية: Victor E. Marsden)‏ صحفي ومترجم بريطاني (ولد يوم 8 يونيو من العام 1866 في سالفورد، المملكة المتحدة) ترجم كتاب قواعد حكماء صهيون من اللغة الروسية إلى اللغة الإنجليزية، وهو كتاب يتحدث عن خطة لغزو العالم اُنشِأت من قِبَل اليهود وهي تتضمن 24 بروتوكولاً. في عام 1901 كتَبَ هذه الوثيقة ماثيو جولوڤينسكى مُزَوِر ومُخبر من الشرطة السياسية القيصرية وكانت مُستوحاه من كتاب حوار في الجحيم بين ميكافيل ومونتسكيو للمؤلف موريس چولى الذي يُشير في كتابه إلى وجود خطة زائفة ومُسبقة لغزو العالم من قِبَل نابليون الثالث وقد تم تطويرها من مجلس حكماء اليهود بهدف تدمير المسيحية والهيمنة على العالم.